# Rúben Rafael Sousa Ferreira
Rúben Rafael Sousa Ferreira, noto semplicemente come Rúben (Funchal, 17 febbraio 1990), è un calciatore portoghese, difensore dell'Estrela Calheta.